# Roswitha Schmitz
Roswitha Schmitz, verheiratet Beyerinck (* 28. Dezember 1957) ist eine ehemalige deutsche Tischtennisspielerin. Sie gehörte in den 1970er Jahren zu den besten Spielerinnen in Deutschland und gewann 1977 die Deutsche Meisterschaft im Doppel.

## Jugend
Schmitz begann Anfang der 1970er Jahre ihre Laufbahn beim Post SV Bonn (seit 2002 SSF Bonn). Wenig später wechselte sie zum SSV Hagen. 1973 siegte sie bei den Internationalen Deutschen Jugendmeisterschaften im Mixed mit Peter Stellwag. 1974 und 1975 gewann sie die deutsche Jugendmeisterschaft im Einzel, 1974 zudem noch im Doppel mit Birgit Lehr. 1974 wurde sie für die Jugend-Europameisterschaft nominiert, 1976 nahm sie erstmals an der Nationalen Deutschen Meisterschaft für Erwachsene teil.

## Erwachsene
1976 kehrte sie nach Bonn zu Olympia Bonn zurück, ein Jahr später schloss sie sich dem Weiß-Rot-Weiß Kleve an.
1977 wurde sie in Berlin zusammen mit Kirsten Krüger Deutsche Meisterin im Doppel, im Einzel belegte sie Platz drei. Im gleichen Jahr wurde sie als Ersatz für die Weltmeisterschaft nominiert, kam aber nicht zum Zuge, da alle Stammspielerinnen einsatzbereit waren. Im April 1977 nahm sie an einem inoffiziellen Länderkampf gegen Japan in Siegen teil. Hier gewann und verlor sie ein Einzel, im Doppel gelang ein Sieg.
Mit der Damenmannschaft von Kleve gewann sie 1978/79 den ETTU-Nancy-Evans-Cup und 1979/80 die deutsche Meisterschaft. 1980 wurde sie bei der deutschen Meisterschaft mit Jutta Trapp Dritte im Doppel, 1983 erreichte sie mit Wilfried Lieck das Mixed-Endspiel.

## Senioren
Einige Titel gewann Schmitz-Beyerinck noch bei den deutschen Meisterschaften der Senioren. In der Altersklasse Ü40 siegte sie 2000 im Doppel mit Monika Kneip, ein Jahr später gewann sie den Titel im Einzel.

## Privat
Ende der 1970er Jahre heiratete Roswitha Schmitz und trat dann unter dem Namen Beyerinck auf. Seit Ende 1980 wohnt sie in Kleve. Sie hat einen Sohn (* 1981).